# Obrona języka
Obrona języka (szw. Språkförsvaret) – organizacja niezależna politycznie, utworzona w Szwecji w 2005 roku. Jej celem jest wzmocnienie pozycji języka ojczystego wobec szybko postępującego procesu wypierania go z różnych obszarów komunikacji międzyludzkiej przez język angielski. Organizacja nie zaprzecza roli języka angielskiego jako języka obcego. Uważa jednak, że znaczenie języka angielskiego jako języka „światowego” jest przesadzone i zagrażające egzystencji „mniejszych” języków m.in. szwedzkiego.

## Historia
Per-Åke Lindblom, nauczyciel języka szwedzkiego w liceum, stworzył w 2002 roku stronę internetową pt. „Obrona języka”. Poprzez tę stronę nawiązał kontakt z innymi zainteresowanymi podobną problematyką. W roku 2005 stworzono organizację pod tą samą nazwą, czyli „Obrona języka”. Liczne seminaria, debaty, jak również strona internetowa stały się formami propagującymi ideę tej organizacji.

## Działalność
Organizacja uważa, że język szwedzki znalazł się w sytuacji, w której musi aktywnie bronić swojej pozycji w stopniu wyższym niż kiedykolwiek w historii. Wobec rosnącego otwarcia na świat – przystąpienia Szwecji do Unii Europejskiej – język angielski wypiera użycie języka rodzimego z wielu dziedzin życia.
Właśnie dlatego „Obrona języka” włączyła się aktywnie w prace nad “Ustawą o języku szwedzkim”, jak również opracowanie różnych dokumentów dotyczących np. statusu języka szwedzkiego na wyższych uczelniach, czy funkcjonowania wspólnoty językowej narodów Skandynawii.
„Obrona języka” regularnie organizuje debaty i seminaria na temat różnorodnych problemów związanych ze statusem języka szwedzkiego w kraju. Między innymi wspomnieć należy seminaria poświęcone roli języka ojczystego w systemie edukacji, sytuacji języka szwedzkiego w Finlandii (jako kraju do niedawna dwujęzycznego), lecz również w całej Unii Europejskiej, czy też o języku angielskim, który całkowicie zdominował język używany w szwedzkich reklamach. Jest również bardzo aktywna w śledzeniu przestrzegania przepisów „Ustawy o języku szwedzkim”, która obowiązuje od 1 lipca 2009 roku. Do najbardziej spektakularnych akcji należą: krytyka używania języka angielskiego w adresach mejlowych członków szwedzkiego rządu, czy wymogów stawianych przez uniwersytety aby podania o pracę pisano w języku angielskim.